# Берцантина (Болоња)
Берцантина (итал. Berzantina) је насеље у Италији у округу Болоња, региону Емилија-Ромања.
Према процени из 2011. у насељу је живело 1315 становника. Насеље се налази на надморској висини од 389 м.